# Communauté de communes du Pays Rochois (Haute-Savoie)
Pour les articles homonymes, voir Communauté de communes du Pays Rochois.
La Communauté de Communes du Pays Rochois, (CCPR) est une communauté de communes française du département de la Haute-Savoie.

## Historique
Quatre communes du canton de la Roche-sur-Foron (Amancy, Éteaux, La Roche-sur-Foron et Saint-Sixt) s'associent pour créer un syndicat à vocations multiples (SIVOM) en 1966, prenant le nom de « Syndicat du Foron ».
Entre 1972 et 1974, les communes de Cornier (1972), Arenthon, Saint-Laurent et Saint-Pierre-en-Faucigny (1974) viennent agrandir le territoire du Sivom du Foron, qui compte dès lors huit communes. Par la même occasion, le syndicat acquiert la compétence du traitement des ordures ménagères.
Le 22 janvier 1980, la commune de La Chapelle-Rambaud adhère au syndicat qui passe à neuf communes. 
En 1982, les élus inaugurent la Maison de Pays à La Roche-sur-Foron, siège actuel de la Communauté de Communes du Pays Rochois.
Le 13 décembre 1983, la structure change de nom et devient le « Syndicat Intercommunal du Pays Rochois ».
Dans le cadre des dispositions de la Loi relative au renforcement et à la simplification de la coopération intercommunale du 12 juillet 1999, les élus décident de doter leur structure du statut plus adapté aux projets et aux besoins des habitants (ordures ménagères, écoles maternelles…) de communauté de communes. Le 31 décembre 1999, le Syndicat est dissout pour laisser la place à la Communauté de Communes du Pays Rochois. 
Depuis sa création, la CCPR a fait plusieurs fois évoluer ses statuts en intégrant de nouvelles compétences. Les modifications réglementaires liées aux réformes territoriales menées par l'État (loi NOTRe, loi MAPTAM notamment) influencent également les transferts/prises de compétences de l'intercommunalité.
Le 03/11/2015, les élus du Pays Rochois franchissent une nouvelle étape dans la vie de la collectivité et adoptent le Projet de territoire du Pays Rochois, fil rouge de la politique publique locale pour les années à venir. Ce dernier conduit immédiatement à une modification majeure du statut de la collectivité qui passe alors en Fiscalité Professionnelle Unique et devient ainsi le principal interlocuteur du monde économique local. En parallèle, les élus votent le même jour le transfert de la compétence maternelle pleine et entière : la CCPR devient le seul et unique interlocuteur des habitants pour les services d'inscription en écoles maternelles et périscolaires maternelles.
Au-delà de ses compétences obligatoires, la collectivité s'investit particulièrement dans la réduction de la pollution atmosphérique en participant au Plan de Protection de l'Atmosphère de la Vallée de l'Arve : achat de véhicules roulant au gaz naturel, consommation d'électricité verte, programme de rénovation énergétique des maisons individuelles, participation au Fonds Air Bois...

## Territoire communautaire

### Géographie
La communauté de communes est située au centre du département, à une dizaine de kilomètres des villes de Chamonix, Genève et Annecy.
En 2017, elle compte 3 491 établissements économiques en activité, 17 743 élèves du public et du privé scolarisés sur le territoire et fait partie du bassin de population du Genevois français.

### Composition
En 2023, la communauté de communes est composée des 9 communes suivantes :

| Nom                        | Code Insee | Gentilé        | Superficie (km2) | Population (dernière pop. légale) | Densité (hab./km2) |
| -------------------------- | ---------- | -------------- | ---------------- | --------------------------------- | ------------------ |
| La Roche-sur-Foron (siège) | 74224      | Rochois        | 17,94            | 11 239 (2022)                     | 626                |
| Amancy                     | 74007      | Amanciens      | 8,62             | 2 786 (2022)                      | 323                |
| Arenthon                   | 74018      | Arenthonnais   | 11,47            | 1 998 (2022)                      | 174                |
| La Chapelle-Rambaud        | 74059      | Chapellins     | 4,27             | 251 (2022)                        | 59                 |
| Cornier                    | 74090      | Corniérands    | 6,78             | 1 468 (2022)                      | 217                |
| Etaux                      | 74116      | Etaliens       | 13,69            | 2 109 (2022)                      | 154                |
| Saint-Laurent              | 74244      |                | 10,96            | 836 (2022)                        | 76                 |
| Saint-Pierre-en-Faucigny   | 74250      | Saint-Pierrois | 14,91            | 7 848 (2022)                      | 526                |
| Saint-Sixt                 | 74253      | Saint-Sixtains | 5,21             | 994 (2022)                        | 191                |

### Démographie
| 1968   | 1975   | 1982   | 1990   | 1999   | 2009   | 2014   | 2020   | 2021   |
| ------ | ------ | ------ | ------ | ------ | ------ | ------ | ------ | ------ |
| 10 717 | 12 206 | 14 114 | 16 251 | 19 903 | 24 393 | 26 647 | 28 675 | 29 112 |

## Organisation

### Siège
Le siège de la communauté de communes est à la Maison du Pays située à La Roche-sur-Foron.

### Élus
La communauté de communes est administrée par son conseil communautaire, composé pour la mandature 2020-2026 de 38  conseillers municipaux représentant chacune des  communes membres et répartis de la manière suivante en fonction de leur population :

- 15 délégués pour La Roche-sur-Foron ; 

- 8 délégués pour Saint-Pierre-en-Faucigny ;

- 4 délégués pour Amancy ;

- 3 délégués pour Etaux ;

- 2 délégués pour Arenthon, Cornier et Saint-Sixt ;

- 1 délégué ou son suppléant pour Saint-Laurent et La Chapelle-Rambaud.

Au terme des  élections municipales de 2020 en Haute-Savoie, le conseil communautaire renouvelé a élu le 16 juillet 2020 son nouveau président, Jean-Claude Georget, maire de La Roche-sur-Foron, ainsi que ses vice-présidents,.
À la suite d'une crise municipale, de nouvelles élections municipales sont organisées à La Roche-sur-Foron que Jean-Claude Georget perd. N'ayant pas été réélu conseiller communautaire, il ne peut demeurer président. Le conseil communautaire du 5 juillet 2022 a élu son nouveau président, David Ratsimba, maire d'Etaux, ainis que ses vice-présidents, qui sont : 
1. Claude Thabuis, maire-ajoint de La Roche-sur-Foron, chargé du programme Petites villes de demain, de l'économie, du tourisme et de la gare
2. Valérie Bouvier, maire-adjointe de Saint-Pierre-en-Faucigny, chargée des finances.
3. M. Dominique Doldo, maire d'Amancy, chargé de l'environnement, de l'assainissement et des ordures ménagères ;
4. Chantal Coudurier, maire d'Arenthon, chargée de l'agriculture et du PAT ;
5. Boris Avouac, maire de Saint-Laurent, chargé de l'enfance et de la jeunesse ;
6. Isabelle Mourer, première maire-adjointe de Saint-Sixt, chargée du logement et des gens du voyage ;
7. Michel Roux, maire de Cornier, chargé de la ressource en eau potable ;
8. Christelle Itnac, conseillère municipale de La Roche-sur-Foron, chargée de la mobilité et du transport.

### Liste des présidents
| Période                                  | Période       | Identité            | Étiquette | Qualité                                                                |
| ---------------------------------------- | ------------- | ------------------- | --------- | ---------------------------------------------------------------------- |
| Les données manquantes sont à compléter. |               |                     |           |                                                                        |
|                                          |               |                     |           |                                                                        |
|                                          | 1980          | G. Rannard          |           | Mort en fonction                                                       |
| 1980                                     | avril 2001    | Georges Lacrose     |           | Maire de Saint-Pierre-en-Faucigny (1977 → 1995)                        |
| avril 2001                               | 2008          | Claude Monet        |           | Maire d'Amancy (1995 → 2014)                                           |
| 2008                                     | juillet 2020  | Marin Gaillard      |           | Ancien dessinateur Maire de Saint-Pierre-en-Faucigny (1995 → )         |
| juillet 2020                             | juillet 2022, | Jean-Claude Georget | DVE       | Maire de La Roche-sur-Foron                                            |
| juillet 2022,                            | En cours      | David Ratsimba      | DVD       | maire d'Etaux Conseiller départemental de la Roche-sur-Foron (2021 → ) |

### Compétences
L'intercommunalité exerce les compétences qui lui ont été transférées par les communes membres, dans les conditions déterminées par le code général des collectivités territoriales.
La CCPR exerce les champs de compétences suivants : 
- Aménagement de l'espace
- Développement économique
- Gestion des milieux aquatiques et prévention des inondations (GEMAPI)
- Aménagement, entretien et gestion des aires d'accueil des gens du voyage et des terrains familiaux locatifs
- Collecte et traitement des déchets des ménages et déchets assimilés
- Eau potable
- Protection et mise en valeur de l'environnement
- Politique du logement et du cadre de vie
- Équipements culturels, sportifs et équipements de l'enseignement pré-élémentaire d'intérêt communautaire
- Maison de services au public
- Assainissement
- Accessibilité
- Appui à la construction du CHAL
- Appui à la construction du centre de secours du Pays Rochois
- Actions de soutien aux activités sportives
- Politique de cohésion sociale

Ces compétences sont détaillées dans les statuts de l'intercommunalité.
La communauté de communes est membre du Pôle métropolitain du Genevois français depuis sa création le 1er mai 2017.

### Régime fiscal et budget
La communauté de communes est un établissement public de coopération intercommunale à fiscalité propre.
Afin de financer l'exercice de ses compétences, l'intercommunalité perçoit la fiscalité professionnelle unique (FPU) – qui a succédé à la taxe professionnelle unique (TPU) – et assure une péréquation de ressources entre les communes résidentielles et celles dotées de zones d'activité.
Elle ne reverse pas de dotation de solidarité communautaire (DSC) à ses communes membres.

## Projets et réalisations
Conformément aux dispositions légales, une communauté de communes a pour objet d'associer des « communes au sein d'un espace de solidarité, en vue de l'élaboration d'un projet commun de développement et d'aménagement de l'espace ».

### Enseignement
Au début des années 1990, deux écoles maternelles sont construites (Amancy : Les 3 lutins ; et La Roche-sur-Foron :  Cadoret). Le Syndicat intercommunal du Pays Rochois assure l'entretien des écoles maternelles (extension de Cadoret et des 3 lutins en 1995 entre autres). Une nouvelle école maternelle est construite à Cornier et accueille les premiers élèves à partir de la rentrée scolaire de 2003[réf. nécessaire].